# Giovanni Caravale
Giovanni Caravale (ur. 18 sierpnia 1935 w Rzymie, zm. 29 maja 1997 tamże) – włoski ekonomista i nauczyciel akademicki, profesor, w latach 1995–1996 minister transportu.

## Życiorys
Po ukończeniu szkoły średniej studiował prawo na Uniwersytecie La Sapienza w Rzymie, specjalizował się w zagadnieniach ekonomicznych. Kształcił się również w Trinity College. Podjął początkowo pracę w banku Banca Nazionale del Lavoro, a w 1958 został zatrudniony w administracji włoskiego Senatu, gdzie w latach 1965–1972 pełnił funkcję sekretarza komisji finansów. Od 1963 wykładał równolegle ekonomię na Uniwersytecie „Gabriele d’Annunzio” w Pescarze, a od 1968 na Uniwersytecie w Perugii, gdzie w 1972 uzyskał pełną profesurę. Pod koniec lat 70. przeszedł do pracy na wydziale nauk politycznych macierzystej uczelni w Rzymie, na którym także objął stanowisko profesora.
Od stycznia 1995 do maja 1996 sprawował urząd ministra transportu w rządzie Lamberta Diniego.